# 1770

## Esdeveniments
Països Catalans
Resta del món
- James Cook arriba a la costa oriental d'Austràlia i hi funda Sydney.
- Ús de la goma d'esborrar.
- La plaga de pesta bubònica arriba a Kíev i Moscou.[1]

## Naixements
Països Catalans
- 17 de gener, Puigcerdà, Bisbat d'Urgell: Francesc Piguillem i Verdacer, metge i professor de medicina.

Resta del món
- 20 de març, Lauffen am Neckar, Ducat de Württemberg: Friedrich Hölderlin, poeta alemany
- 27 de març, Altenburg: Sophie Mereau, escriptora romàntica alemanya (m. 1806).[2]
- 7 d'abril, Cockermouth, Cúmbria, Anglaterra: William Wordsworth, poeta romàntic anglès (m. 1850).[3]
- 18 d'agost, Göttingen: Dorothea Schlözer, investigadora alemanya, la primera a doctorar-se en filosofia del país (m. 1825).[4]
- 27 d'agost, Stuttgart, Prússia: Georg Wilhelm Friedrich Hegel, filòsof alemany de l'idealisme (m. 1831).[5]
- 14 d'octubre, Goa: Rogério de Faria, empresari portuguès. Fou un dels pioners del comerç d'opi amb la Xina
- 16 de desembre, Bonn, Alemanya: Ludwig van Beethoven compositor alemany (m. 1827).[6]
- Tupholme, Lincolnshire: Arthur Thistlewood, revolucionari anglès

## Necrològiques
Països Catalans
- 15 de gener, Barcelona: Isabel Jolís Oliver, impressora i gravadora catalana (n. 1682).[7]

Resta del món
- 27 de març, Madrid, Espanya: Giovanni Battista Tiepolo, pintor venecià (n. 1696).[8]
- 20 d'abril, París: Marie-Anne de Camargo, ballarina francesa que renovà la tècnica i la indumentària de la dansa.[9]
- 13 de juny, Salò, Brescia: Diamante Medaglia Faini, poeta i acadèmica italiana.[10]
- 21 de juliol, Uppsala, Suècia, Charlotta Frölich, escriptora, historiadora, agrònoma i poetessa sueca (n. 1698).[11]